# Shock On The Piano
『Shock On The Piano』（ショック・オン・ザ・ピアノ）は、SUEMITSU & THE SUEMITHのセカンドアルバム。2008年3月19日発売。

## 解説
- 前作「The Piano It's Me」より1年ぶりとなる、先行シングル3枚を含むアルバムである。
- ライヴの機会が増え、バンドでプレイしている感覚を意識するようになり、今作はライヴ感を色濃く出したバンドとしての "SUEMITSU & THE SUEMITH" を突き詰めた作品にしたという。
- 初回限定生産盤は、スエミツセレクトの楽曲のロックアレンジインストを収録したボーナスディスク付の2枚組三方背ボックス仕様となっている。
- ボーナスディスク収録の「The Entertainer [Astaire pt.2]」は、シングル「Astaire」と同時期にレコーディングされ、シングル化を競った楽曲である。

## 収録曲
Disc 1
1. Shocking "SUEMITSU & THE SUEMITH" （Also sprach Zarathustra Op.30 ～ Einleitung）
2. Rock a Nova (Album mix)
3. Teddy Bear
4. The Island March
5. It's a Brand New Day
6. November is the Ballade
7. Boyz, Boy Don't Cry
8. ID
9. Peppermint Blue Vespa
10. Chill is a Drug
11. Spellbound
12. The Indication
13. Sagittarius (Album mix)

Disc 2：Shock On The Piano feat. Instruments（初回限定ボーナスディスク）
1. Skyscraper [at the Venue in 1968 Version]
2. Mini Cooper [on the London Streets Version]
3. Petite reunion （25 Leichte Etuden Op.100 - 4） [Kidz, Kid Don't Cry Version]
4. The Entertainer [Astaire pt.2]

All Lyrics, Music and Arranged by SUEMITSU atsushi

except: Disc 1 Mv.4 & 8 Lyrics by ISHIWATARI junji

Disc 1 Mv.1 Music by STRAUSS richard georg, Mv.6 Music by CHOPIN frederic françois / SUEMITSU atsushi

Disc 2 Mv.3 Music by BURGMÜLLER johann friedrich franz

## タイアップ
- Rock a Nova
  - 日本テレビ系『音楽戦士 MUSIC FIGHTER』2007年11月度エンディングテーマ
- It's a Brand New Day
  - 『i Wedding IZUMODEN』CMソング（東海地区限定オンエア）
- Boyz, Boy Don't Cry
  - テレビ東京系『スキバラ』2008年3月度エンディングテーマ
  - Sony Ericsson『VISUAL MUSIC SENSATION』CS放送CFイメージソング
- ID
  - 関西テレビ・フジテレビ系『グータンヌーボ』2008年4・5月度エンディングテーマ
- Sagittarius
  - フジテレビ系『ノイタミナ』枠内放送アニメ『のだめカンタービレ』エンディングテーマ
- The Entertainer [Astaire pt.2]
  - TOKYO FM『ENTERMAX』エンディングテーマ